# Liste der Monuments historiques in Tessancourt-sur-Aubette
Die Liste der Monuments historiques in Tessancourt-sur-Aubette führt die Monuments historiques in der französischen Gemeinde Tessancourt-sur-Aubette auf.

## Liste der Bauwerke
| Bezeichnung                   | Beschreibung | Standort | Kennzeichnung | Schutzstatus | Datum | Bild |
| ----------------------------- | ------------ | -------- | ------------- | ------------ | ----- | ---- |
| Kirche St-Nicolas             |              | (Lage)   | PA00087651    | Classé       | 1930  |      |
| Porterie de la ferme d’Orzeau |              | (Lage)   | PA00087652    | Inscrit      | 1955  |      |

## Liste der Objekte

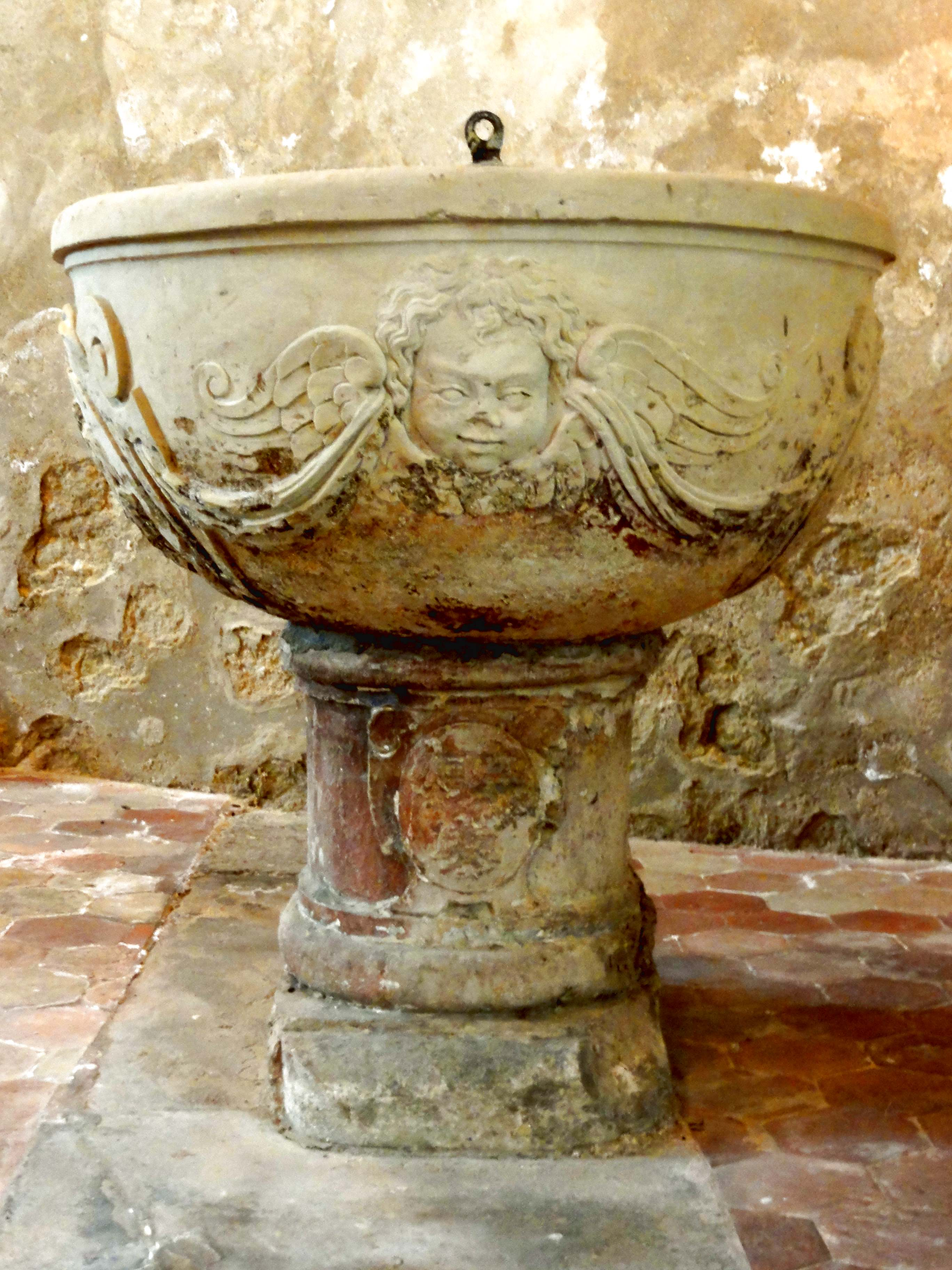
Taufbecken in Tessancourt-sur-Aubette

- Monuments historiques (Objekte) in Tessancourt-sur-Aubette in der Base Palissy des französischen Kultusministeriums

Siehe auch: Taufbecken (Tessancourt-sur-Aubette)